# Mohsen Farahwasz
Mohsen Mohammad Farahwasz Faszandi (pers. محسن محمد فرهوش فشندى; ur. 21 lipca 1947) – irański zapaśnik w stylu wolnym. Olimpijczyk z Montrealu 1976, gdzie zajął czwarte miejsce w wadze 62 kg.
Zdobył złoty medal na mistrzostwach świata w 1973, szósty w 1977. Najlepszy na igrzyskach azjatyckich w 1974. Wicemistrz uniwersjady w 1973 roku.